# Vertcoin
Vertcoin (VTC) je otevřená a decentralizovaná kryptoměna  s proof-of-work ASIC odolným postupem (algoritmem) verthash.
Tato kryptoměna byla uvedena do oběhu 14. ledna 2014.

## Výhody
Vertcoin je odolný vůči ASIC minerům, kteří by jinak mohli znemožnit těžení běžným uživatelům. 
Dá se proto těžit jenom na procesorech nebo grafických kartách. Tak se zabraňuje tomu, aby kryptoměnové farmy získaly velký podíl v těžařské síti. Díky tomu se může Vertcoin těžit i na běžně dostupných herních počítačích.
I tak ale před zavedením verthashe

## Těžení
Na těžení vertcoinu se využívá algoritmus verthash, který zamezuje těžbu na specificky aplikovaných integrovaných obvodech (ASIC). Doba uzamčení bloku v blockchainu je 2 minuty 30 vteřin. Za blok je k roku 2021 odměna 12,5 vertcoinů. Těžaři se shromažďují do těžařských spolků (mining poolů), které nemají ale zas tak velký podíl na výkonu sítě.